# Stade du GKS Bełchatów
Le stade du GKS Bełchatów est un stade multi-usage situé à Bełchatów et construit en 1977. Il accueille les matchs du GKS Bełchatów, et a une capacité totale de 5 264 places. 
Il a également accueilli les finales 2007 de la Coupe de Pologne et de la Coupe de la Ligue de Pologne.

## Matchs internationaux
Deux matchs internationaux ont eu lieu au stade du GKS Bełchatów : 
- Pologne : 2-2 : Chypre, le 27 août 1996
- Pologne : 0-1 : Lituanie, le 2 mai 2006

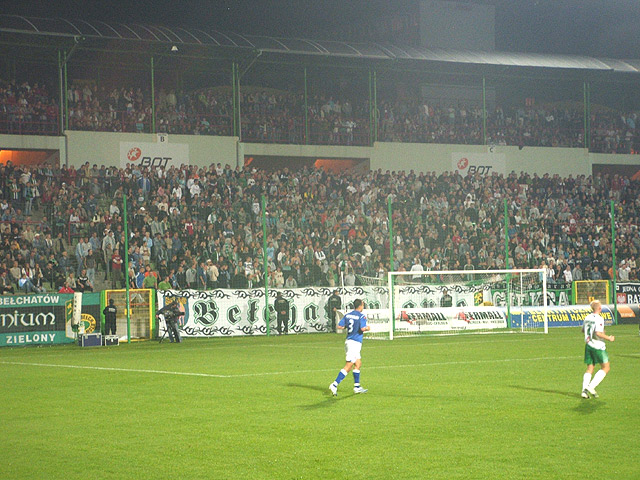
Kop de Bełchatów.